# Kaiserschmarrn

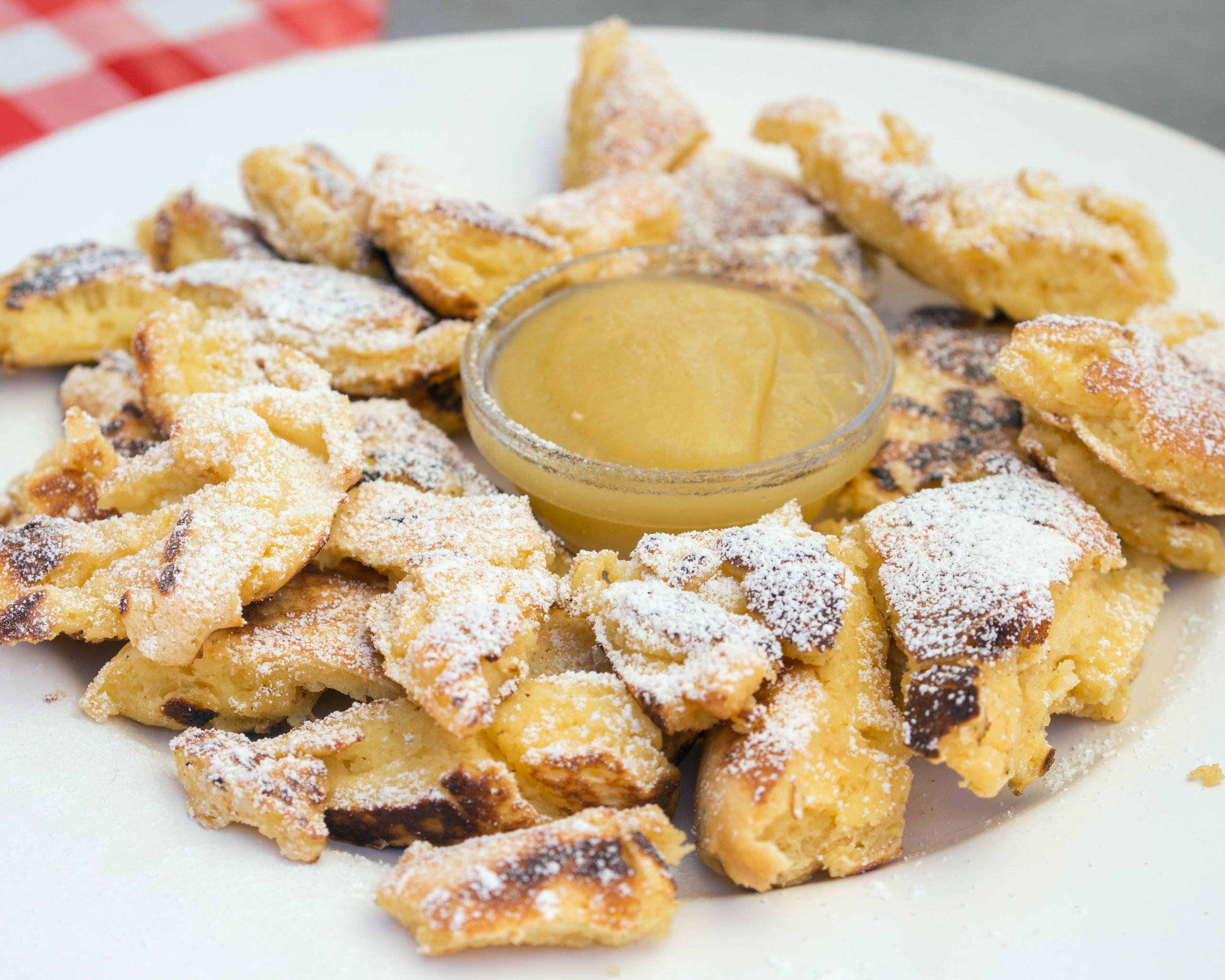
Kaiserschmarrn với nước sốt táo

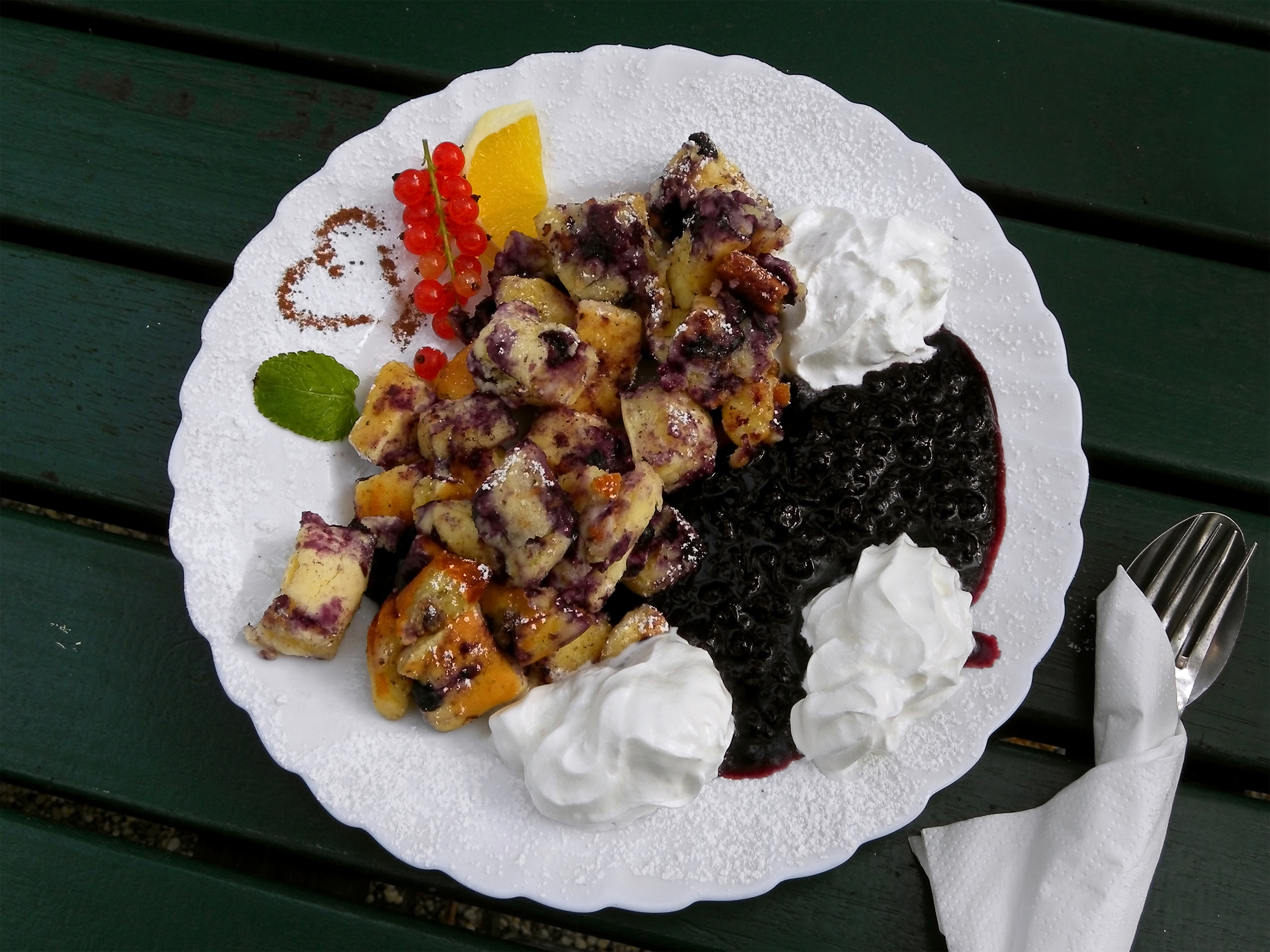
Kaiserschmarrn ăn kèm với kem, trái cây và sốt việt quất

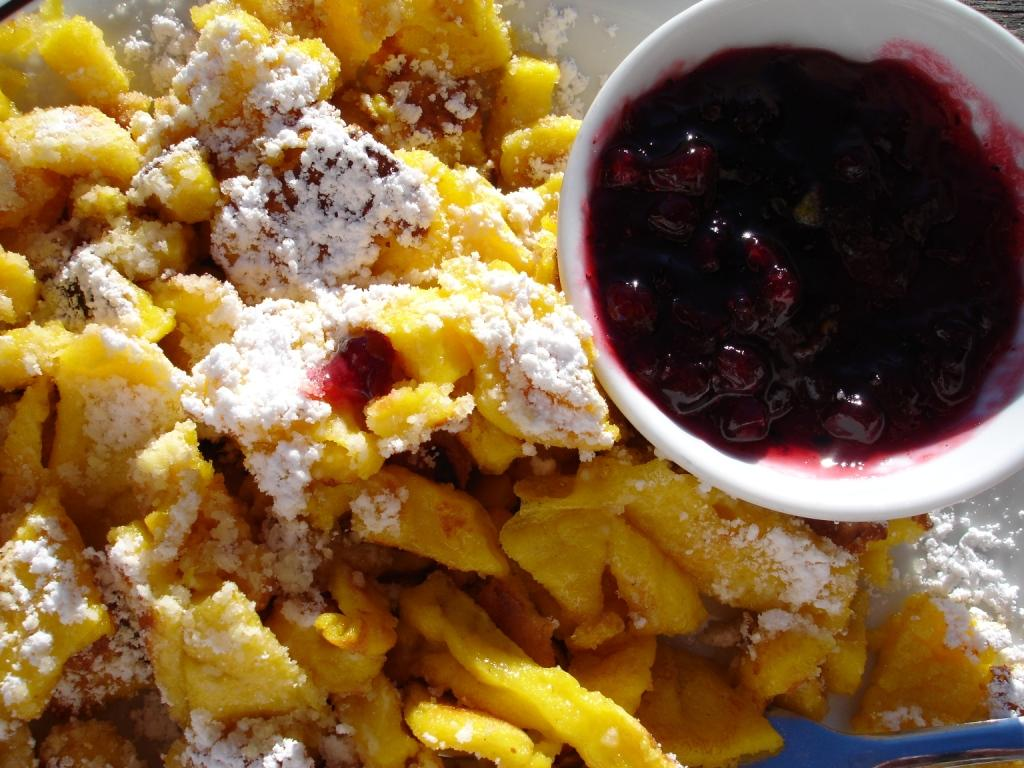
Kaiserschmarrn với sốt làm từ quả của cây ỏng ảnh

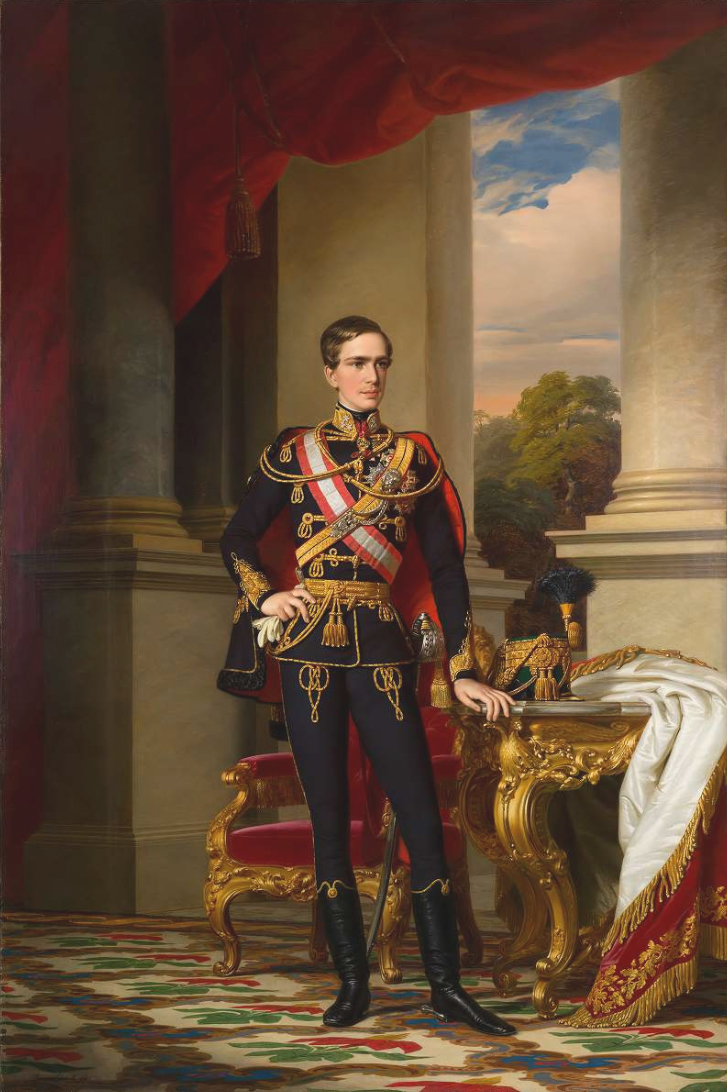
Hoàng đế Franz Joseph I

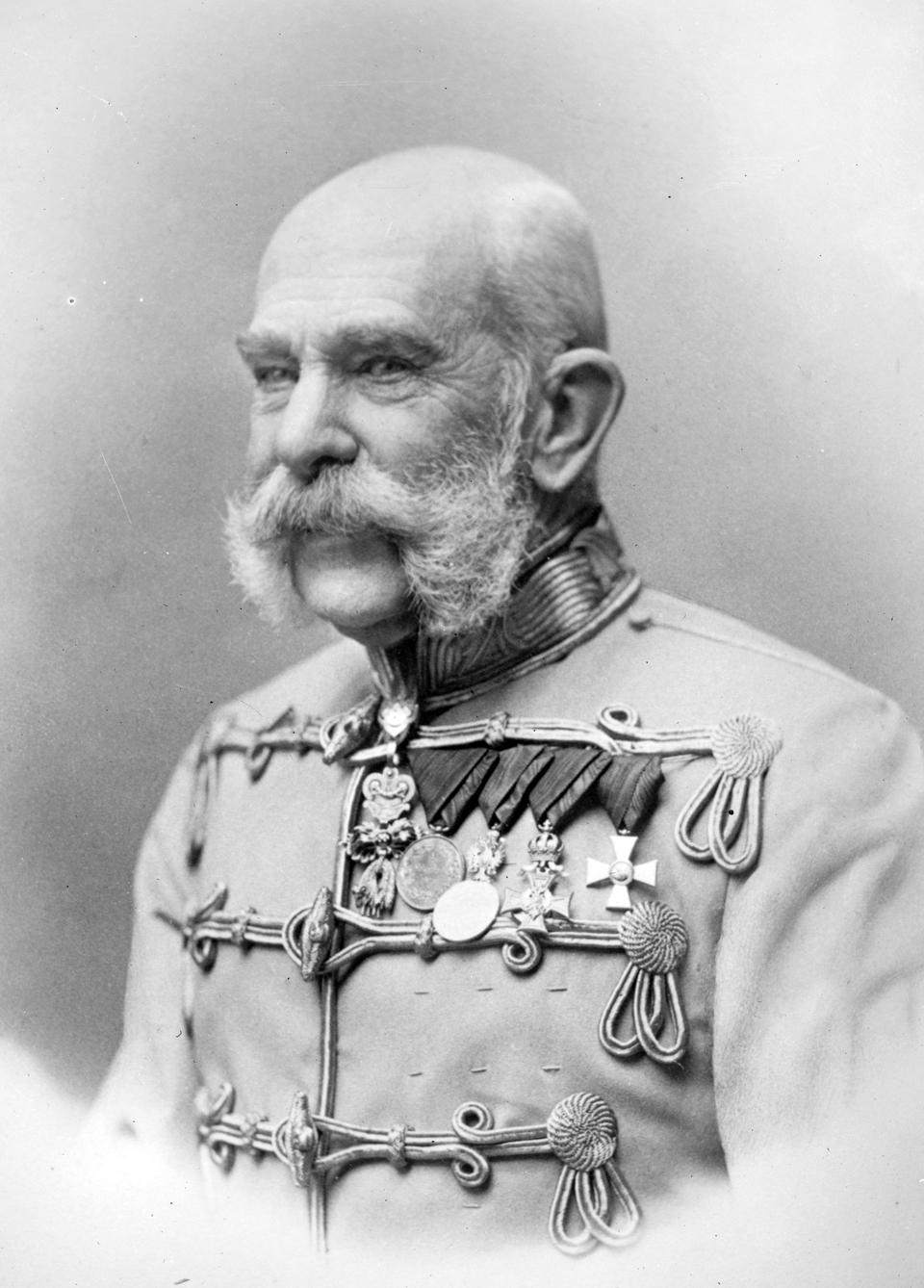
Hoàng đế Franz Joseph I vào năm 1905

Kaiserschmarrn hoặc Kaiserschmarren là một loại bánh mỏng dẹt được cắt xé thành từng miếng nhỏ trong lúc chế biến. Đây là món ăn ngọt rất nổi tiếng ở Áo, miền nam nước Đức, Hungary, Slovenia và khu vực phía bắc của Croatia. Tên của món ăn này xuất phát từ vị Hoàng đế (Kaiser) Franz Joseph I của Áo (1830–1916), là người rất thích món bánh này.